# Безгін Віталій Юрійович
Безгін Віталій Юрійович (нар. 18 квітня 1990, Євпаторія, Кримська область, Українська РСР) — український державний діяч, народний депутат України IX скликання, підприємець.

## Біографія
Народився 18 квітня 1990 року у Євпаторії. Закінчив факультет міжнародної економіки і менеджменту Київського національного економічного університету імені Вадима Гетьмана з відзнакою. Безгін працював у сфері реклами, дизайну та комунікацій.
У 2012—2015 роках був креативним директором рекламного агентства «Scu Kyiv».
З 2016 року був експертом BRDO.
7 грудня 2020 року на Віталія були накладені спеціальні економічні санкції РФ.

## Політика
2019 року обраний нардепом IX скл. від партії «Слуга народу», член Комітету ВРУ з питань організації державної влади, місцевого самоврядування, регіонального розвитку та містобудування. Очолив Підкомітет ВРУ з питань адміністративно-територіального устрою України та місцевого самоврядування.
У 2019—2020 роках Безгін як голова профільного підкомітету працював над завершальним етапом децентралізації — новим районуванням. У результаті парламент після його виступу підтримав зменшення кількості районів з 490 до 136.
У 2020 році був з-поміж 20 нардепів «Слуги народу», які підписали звернення до голови РНБО Олексія Данілова з вимогою звільнити його позаштатного радника Сергія Сивоху, який підтримував антимайдан і проводив круглі столи щодо реінтеграції Донбасу. Також Безгін став одним із нардепів із фракції «Слуга народу», хто підтримав заяву щодо визнання виборів президента Білорусі такими, що були сфальшованими. Ці нардепи вимагали призупинити всі форми публічного діалогу з республікою Білорусь. Також у 2020 році Безгін був з-поміж нардепів, які виступили проти створення консультативної ради в тристоронній контактній групі за участі представників ОРДЛО.
Цього ж року підписав проєкт постанови щодо звільнення Арсена Авакова з посади міністра внутрішніх справ. Роботу Авакова на посаді міністра гостро критикували журналісти і громадський сектор.
У 2021 році Європарламент визнав у своїй резолюції децентралізацію однією з найуспішніших реформ. Партія «Слуга народу» відзначила званням «Децентралізатор року» нардепа Безгіна.
Цього ж року народний депутат підписав заяву на підтримку Сергія Стерненка, якого за вироком суду мали б ув'язнити на 7 років. У заяві Безгін і частина його колег з фракції «Слуга народу» вимагали прозорого суду та верталися до Володимира Зеленського з вимогою провести швидше судову реформу.
Безгін став членом тимчасової слідчої комісії ВРУ з розслідування можливих протиправних дій представників органів державної влади та інших осіб, що могли сприяти порушенню державного суверенітету, територіальної цілісності та недоторканності України і становити загрозу національній безпеці України (з 19 травня 2021).
У 2022 році проголосував за містобудівну реформу (#5655). Публічне обговорення проєкту не проводилося. ГО, ЗМІ та Асоціація міст України закликали нардепів доопрацювати проєкт. За кілька годин після скандального голосування петиція з вимогою до президента накласти вето набрала понад 25 000 голосів.
Цього ж року Безгін підписав звернення до Голови Верховної Ради Руслана Стефанчука із вимогою внести у порядок денний найближчої сесії законодавчі ініціативи, які стосуються позбавлення повноважень народних депутатів та депутатів місцевих рад, які були обрані від заборонених проросійських партій.
У 2023 році Безгін став одним із 12 народних депутатів, хто станом на 1 квітня добровільно подав декларацію за 2022 та 2021 роки.
22 липня 2025 року голосував за закон 12414, що обмежує Національне антикорупційне бюро України та Спеціалізовану антикорупційну прокуратуру. Цей закон викликає значний резонанс в українському суспільстві.

## Походження та навчання
Віталій Безгін народився 18 квітня 1990 року у Євпаторії. Закінчив факультет міжнародної економіки і менеджменту Київського національного економічного університету з відзнакою.

## Професійна діяльність
2012—2015 — креативний директор рекламного агентства «Scu Kyiv».
З 2016 року був експертом BRDO.
2019—2020- член об'єднання «Гуманна країна», створеного за ініціативи UAnimals, входить до депутатських об'єднань «Спроможні громади — сильна Україна», «Рівні можливості», «Велика Волинь», «За доступні адміністративні послуги» та «Кримська платформа».
7 грудня 2020 року на Віталія були накладені спеціальні економічні санкції РФ.
У 2019—2020 роках Безгін як голова профільного підкомітету працював над завершальним етапом децентралізації — новим районуванням.

## Громадська діяльність
2016 — член бюро Київської партійної організації Демократичного альянсу, а 2017 року — член правління партії.
У грудні 2018 року заснував громадську організацію «Альянс Дій».
Учасник рухів за права тварин та протидії жорсткому поводженню з ними.

## Цікаві факти
У березні 2020 року був з-поміж 20 народних депутатів від «Слуги народу», які підписали звернення до голови РНБО Олексія Данілова з вимогою звільнити його позаштатного радника Сергія Сивоху, який підтримував антимайдан і проводив круглі столи щодо «реінтеграції» Донбасу.
Крім того, у 2020 році Безгін був з-поміж народних депутатів, які виступили проти створення консультативної ради в тристоронній контактній групі за участі представників ОРДЛО.

## Розслідування
У січні 2023 року стало відомо, що Безгін 2020 року оформив довіреність на свою частку житла (квартира в Євпаторії) у тимчасово окупованому РФ Криму на російського депутата провладної партії Єдина Росія Галину Герасімову, рідну тітку Безгіна.
За словами самого Віталія Безгіна, після консультації з НАЗК, було ухвалено рішення оформити довіреність за українським законодавством на родичку, що фізично перебуває в Євпаторії, з метою відмовитись від даної спадщини від його імені.

## Нагороди
19 червня 2020 року нагороджений Грамотою Верховної Ради України за вагомий особистий внесок у справу державотворення і плідну законотворчу діяльність.

## Родина
- Дружина Безгіна (Корочанська) Тетяна Сергіївна[24]
- Щонайменше до 2022 року цивільною дружиною була Ромашенко Вікторія Олександрівна[25][26]. У декларації з 2023 рік Безгін її не вказував[27].
- Галина Герасимова — тітка Безгіна, російський депутат т. зв. «державної ради республіки Крим» провладної партії Єдина Росія[21], заступник голови комітету з державного будівництва та місцевого самоврядування.